# نیروگاه هسته‌ای گوندرمینگن
نیروگاه هسته‌ای گوندرمینگن (به آلمانی: Kernkraftwerk Gundremmingen) یک نیروگاه هسته‌ای در آلمان است که در گوندرمینگن واقع شده‌است.